# Тарасівка (Баштанська міська громада)
Тара́сівка — село в Україні, у Баштанській міській громаді Баштанського району Миколаївської області. Населення становить 165 осіб.

## Населення
Згідно з переписом УРСР 1989 року чисельність наявного населення села становила 196 осіб, з яких 87 чоловіків та 109 жінок.
За переписом населення України 2001 року в селі мешкало 165 осіб.

### Мова
Розподіл населення за рідною мовою за даними перепису 2001 року:
| Мова       | Відсоток |
| ---------- | -------- |
| українська | 83,64 %  |
| російська  | 8,48 %   |
| молдовська | 4,85 %   |
| білоруська | 1,82 %   |
| болгарська | 0,61 %   |
| вірменська | 0,61 %   |